# Anisostachya amoena
Anisostachya amoena är en akantusväxtart som beskrevs av Raymond Benoist. Anisostachya amoena ingår i släktet Anisostachya och familjen akantusväxter. Inga underarter finns listade i Catalogue of Life.